# David Brainerd
Pour les articles homonymes, voir Brainerd.
David Brainerd (20 avril 1718) – (9 octobre 1747) est un pasteur presbytérien américain, missionnaire auprès des Amérindiens parmi les peuples Lenapes du New Jersey. Des missionnaires tels que William Carey et Jim Elliot, ainsi que le cousin de Brainerd, l'évangéliste du Second grand réveil, James Brainerd Taylor (1801-1829), ont trouvé en lui leur source d'inspiration.

## Biographie

### Jeunesse

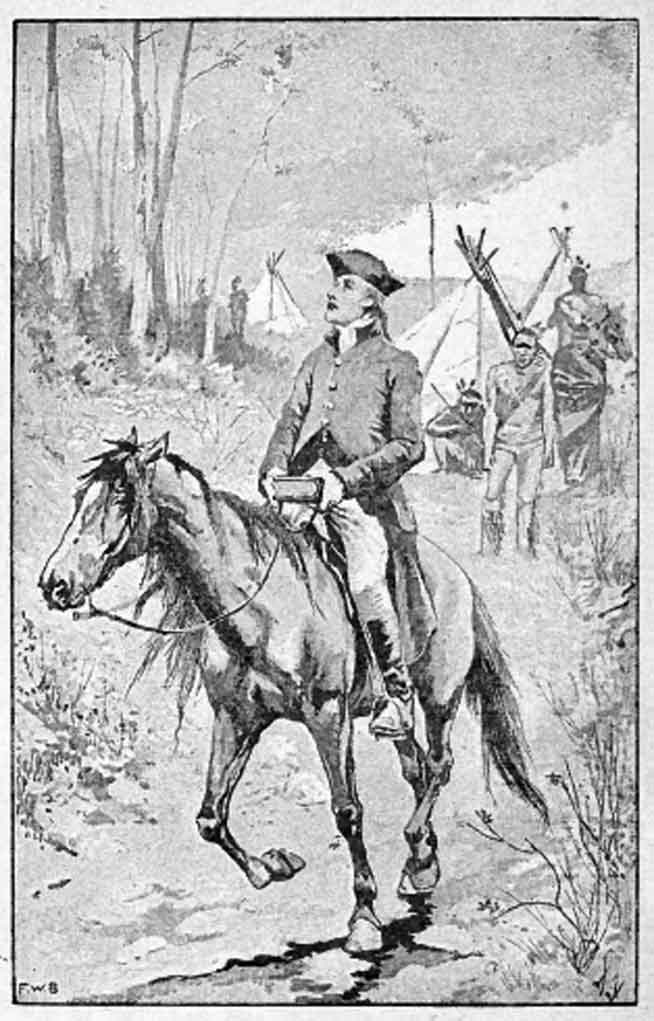
David Brainerd à cheval. Il a parcouru plus de 3 000 milles à cheval en tant que missionnaire.

David Brainerd est né le 20 avril 1718 à Haddam, Connecticut, fils de Dorothy et Hezekiah Brainerd, un député au parlement du Connecticut. Il avait neuf frères et sœurs, dont un était issu d'un précédent mariage de Dorothy. Son père mourut en 1727 à l'âge de 46 ans et sa mère cinq ans plus tard. Il a donc été orphelin de père à 9 ans et totalement à 14 ans.
Après la mort de sa mère, le jeune David Brainerd a déménagé à East Haddam pour vivre avec l'une de ses sœurs aînées, Jerusha. À l'âge de dix-neuf ans, il hérite d'une ferme près de Durham, dans le Connecticut, mais il revient à East Haddam un an plus tard pour se préparer à entrer en école de théologie protestante à Yale. Le 12 juillet 1739, il rapporte avoir vécu une expérience de « gloire indescriptible » qui a suscité en lui un « désir sincère d'exalter [Dieu], de le mettre sur le trône et de chercher d'abord son royaume ». Cela a été interprété par les évangéliques comme une expérience de conversion.

### Études de théologie
Deux mois plus tard, il est admis à Yale. Au cours de sa deuxième année d'étude, il est renvoyé chez lui parce qu'il souffrait de la tuberculose d'une maladie grave et qu'il crachait du sang. À son retour en novembre 1740, des tensions commençaient à apparaître à Yale entre le personnel enseignant et les étudiants, car le corps professoral considérait comme excessif l'enthousiasme religieux des étudiants, suscité par des prédicateurs invités tels que George Whitefield, Gilbert Tennent, Ebenezer Pemberton et James Davenport (c'est la période du Grand Réveil.) Brainerd est expulsé en raison de ses critiques sur des « professeurs impies »,.
Une loi récente interdisant la nomination de ministres dans le Connecticut à moins qu'ils ne soient diplômés de Harvard, de Yale ou d'une institution européenne, Brainerd se voit donc interdire la carrière pastorale à laquelle il aspirait. En 1742, il est autorisé à prêcher pour un groupe évangélique connu sous le nom de « New Lights ». Il attire alors l'attention de Jonathan Dickinson, personnalité presbytérienne prééminente du New Jersey, qui tente de le faire réadmettre à Yale, mais sans succès. Dickinson suggère alors que Brainerd se consacre au travail missionnaire parmi les Amérindiens, soutenu par la Society in Scotland for Propagating Christian Knowledge. Sa candidature pour cette œuvre missionnaire est approuvée le 25 novembre 1742.

### Carrière missionnaire
Le 1er avril 1743, après une brève période au service d'une église à Long Island, Brainerd commence son travail de missionnaire auprès des Amérindiens, qu'il poursuivra jusqu'à la fin de 1746, lorsqu'il sera trop malade pour continuer. À la fin de sa vie, il a également souffert de dépression, de solitude et de manque de nourriture.
Son premier poste missionnaire est situé à Kaunameek, une colonie mohican, aujourd'hui un hameau appelé Brainard, à l'est de l'actuelle Nassau, dans l’État de New York. Brainerd y reste à peine un an.
En 1743, il est réaffecté pour travailler parmi les Lenapes (ou Indiens Delaware) le long du fleuve Delaware, au nord-est de Bethléem, en Pennsylvanie, où il reste encore un an, année au cours de laquelle il est ordonné pasteur par le consistoire réformé de Newark. Après cela, il déménage à Crossweeksung dans le New Jersey. En un an, l'effectif de l'église amérindienne de Crossweeksung atteint 130 membres, qui s'installèrent en 1746 à Cranbury où ils fondent une communauté chrétienne.

Au cours de ces années, il refuse plusieurs offres de quitter le champ missionnaire pour devenir pasteur en paroisse. Il poursuit son travail de conversion des Amérindiens en écrivant dans son journal :
« [Je] ne pouvais avoir aucune liberté dans la pensée d'autres circonstances ou affaires de la vie : tout mon désir était la conversion des païens, et toute mon espérance était en Dieu : Dieu ne permet pas que je me fasse plaisir ou que je me réconforte avec l'espoir de voir des amis, de retourner auprès de ma chère connaissance et de profiter du confort du monde. »

### Fin de vie
En novembre 1746, il tombe trop malade pour continuer son ministère et déménage dans la maison de Jonathan Dickinson à Elizabethtown et plus tard dans la maison de Jonathan Edwards à Northampton, dans le Massachusetts. Mis à part un voyage à Boston au cours de l'été 1747, il resta chez Edwards jusqu'à sa mort la même année. En mai 1747, on lui diagnostique une phtisie incurable. Dans son journal du 24 septembre, Brainerd écrit :
« Dans la plus grande détresse que j'ai jamais endurée, j'avais un hoquet inhabituel ; ce qui soit m'a étranglé, soit m'a poussé à vomir ».
Pendant tout son séjour chez le pasteur Jonathan Edwards, il est soigné par Jerusha Edwards, la fille du pasteur, âgée de dix-sept ans. Une amitié, et, selon certains, un sentiment amoureux, s'est développée entre eux. Il meurt de tuberculose le 9 octobre 1747, à l'âge de 29 ans. Il est enterré au cimetière de Bridge Street à Northampton. A ses côtés repose Jerusha Edwards, décédé en février 1748 des suites de la tuberculose contractée en soignant Brainerd.

## Postérité

### Impact sur l'Église et la mission
Si Brainerd ne fit que peu de convertis, il devint célèbre dans les années 1800 grâce aux livres écrits sur lui. Son Journal a été publié en deux parties en 1746 par la Scottish Society for Promoting Christian Knowledge.

Une grande partie de l'influence de Brainerd sur les générations futures peut être attribuée à la biographie compilée par Jonathan Edwards et publiée pour la première fois en 1749 sous le titre de Récit de la vie du regretté révérend M. David Brainerd ,. Celle-ci fut immédiatement reconnue comme un classique de la littérature chrétienne, le fondateur du méthodisme John Wesley exhortant même : « Que chaque prédicateur lise attentivement la vie de David Brainerd.» De nombreux missionnaires ont trouvé inspiration et encouragement dans cette biographie. Alors qu'il traverse diverses épreuves dans son ministère, le missionnaire Gideon Hawley écrit par exemple :
«J'ai vraiment besoin de quelque chose de plus qu'humain [humain ou naturel] pour me soutenir. J'ai lu ma Bible et la Vie de M. Brainerd, les seuls livres que j'ai apportés avec moi, et j'en tire un peu de soutien.
Parmi les autres missionnaires qui ont témoigné de l'influence sur eux de la biographie de Brainerd, on note les noms de Henry Martyn, William Carey, Jim Elliot, et Adoniram Judson.

### Impact sur l'enseignement supérieur
La vie de Brainerd a également joué un rôle dans la création du Princeton College et du Dartmouth College. Le « College of New Jersey » (plus tard Princeton) a été fondé en raison du mécontentement des synodes presbytériens de New York et du New Jersey à l'égard de Yale ; leur expulsion de Brainerd et leur refus ultérieur de le réadmettre ont été un facteur important qui a poussé des individus tels que Jonathan Dickinson et Aaron Burr Sr. (en) à réagir à ce mécontentement. Des cours commencèrent à être donnés dans la maison de Dickinson en mai 1747, alors que Brainerd y était en convalescence. Le Dartmouth College est né d'une école fondée par Eleazar Wheelock pour les Amérindiens et les colons en 1748, et Wheelock avait été inspiré par l'exemple de Brainerd en matière d'éducation amérindienne.
Les étudiants du Lafayette College ont fondé la Brainerd Evangelical Society sur la base des enseignements de Brainerd afin de « promouvoir les missions chrétiennes et l'évangélisation du monde ». En 1902, ils construisirent un bâtiment connu sous le nom de Brainerd Hall (aujourd'hui Hogg Hall) pour abriter leurs réunions religieuses et servir d'installations récréatives sur le campus.

## Fonds d'archives
La Presbyterian Historical Society de Philadelphie, Pennsylvanie, possède des documents pour David Brainerd  qui consistent en une lettre de Brainerd (vers 1743) au révérend. Joseph Bellamy et des notes concernant les travaux publiés par Brainerd par le Rev. Arthur Bennett, un pasteur anglican.

## Sources
- (en) Grigg, John A., The Lives of David Brainerd: The Making of an American Evangelical Icon (« La vie de David Brainerd : la création d'une icône évangélique américaine ») (Oxford, OUP, 2009).
- (en) Kilby, Clyde, David Brainerd: Knight of the Grail (« David Brainerd : chevalier du Graal »), in Russell T. Hitt (éd. ), Heroic Colonial Christians (« Chrétiens coloniaux héroïques ») (Philadelphie, 1966)
- (en) Nichols, Heidi L., Those exceptional Edwards women (« Ces femmes exceptionnelles de la famille Edwards »), Christian History & Biography, 77 (2003)
- (en) Noll, Mark, Jonathan Edwards: Christian history timeline – Passing the torch (« Jonathan Edwards : Chronologie de l'histoire chrétienne – Passer le flambeau »), Christian History & Biography, 77 (2003)
- (en) Pettit, Norman, Prelude to mission : Brainerd's expulsion from Yale  (« Prélude à la mission : l'expulsion de Brainerd de Yale »), The New England Quarterly, 59 (1986), pp. 28-50
- (en) Piper, John, Tested By Fire: The Fruit of Suffering in the Lives of John Bunyan, William Cowper and David Brainerd (« A l’épreuve du feu : Le fruit de la souffrance dans la vie de John Bunyan, William Cowper et David Brainerd ») ( Inter-Varsity Press, 2001)

## Lectures complémentaires
- Biographies de David Brainerd